# Chrenovec-Brusno
Chrenovec-Brusno (in ungherese Tormásborosznó, in tedesco Chrenowetz-Brusna) è un comune della Slovacchia facente parte del distretto di Prievidza, nella regione di Trenčín.
Fu menzionato per la prima volta in un documento storico nel 1243.